# Spiegelhof (Warburg)

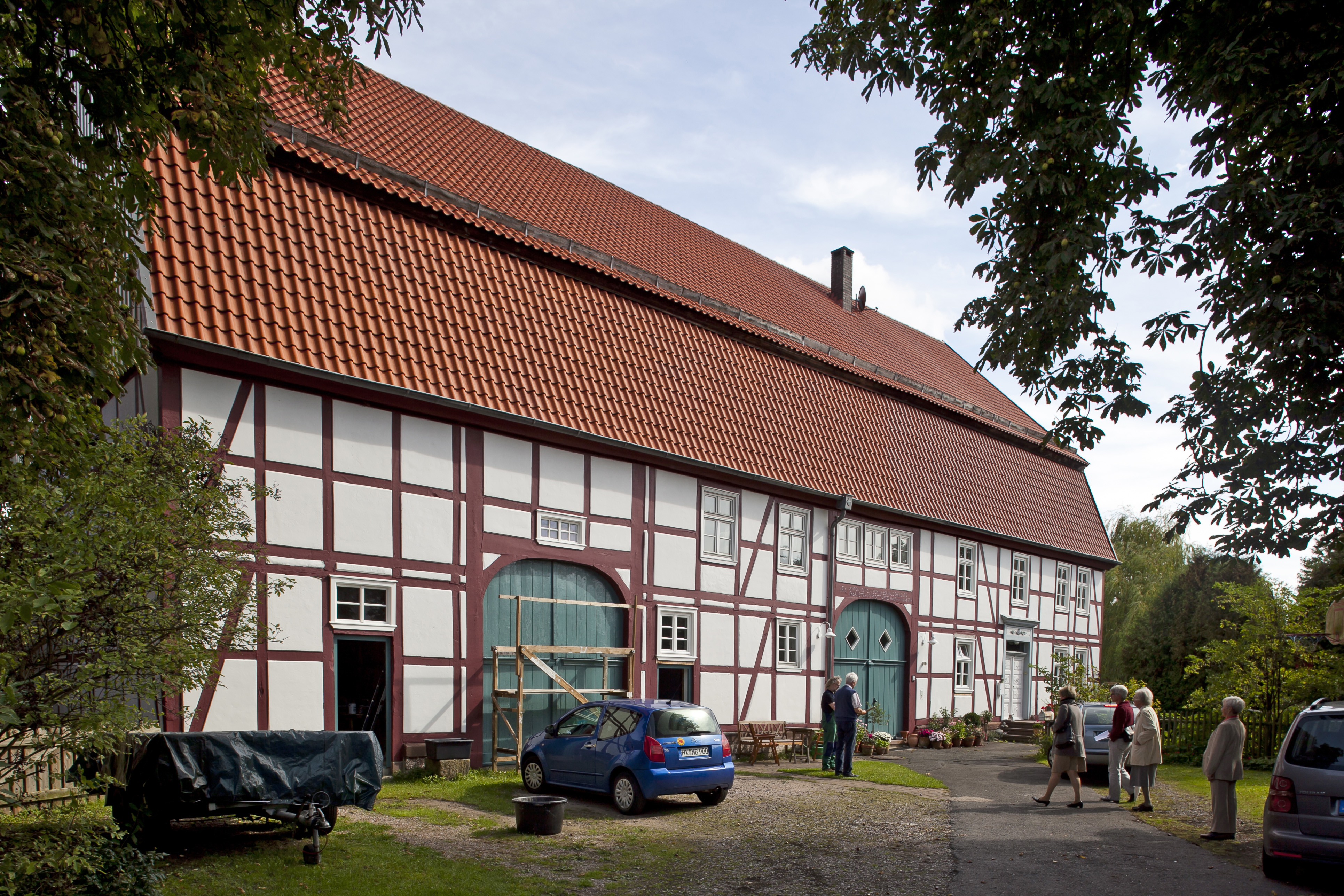
Der Spiegelhof (2011)

Der Spiegelhof ist ein historischer Gutshof im Warburger Ortsteil Germete, Am Schützenhof 3. Das 1854 erbaute Gutshaus wurde am 3. November 1983 in die Liste der Baudenkmäler in Warburg eingetragen.

## Geschichte

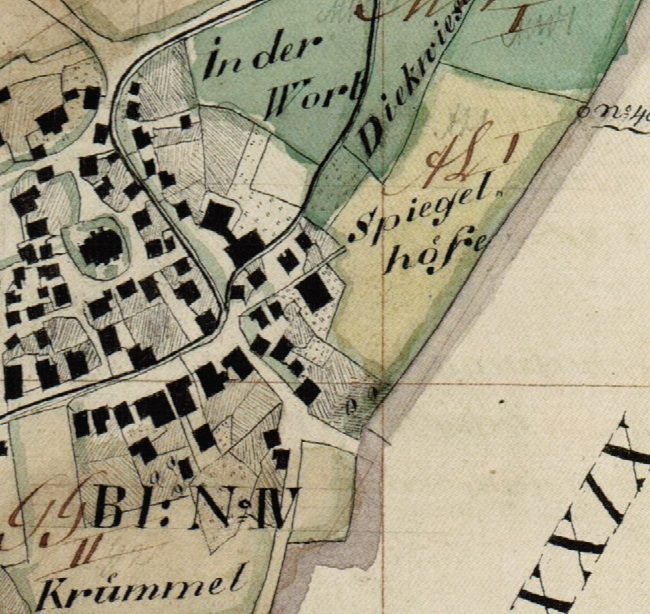
Ausschnitt aus dem Urriss von Germete (1830) mit Grundriss des Vorgängerbaus an der Flur „Spiegelhöfe“

Der Hof befand sich im Mittelalter in Eigentum der Herren von Spiegel.
1464, zu Beginn der Hessen-Paderbornischen Fehde, vermachte der Knappe Gerd Spiegel to dem Dezenberge dem Dominikanerkloster zu Warburg eine jährliche Kornzinsabgabe von 3,5 Malter Abgabe jährlich "aus dem von allen Lasten freien Spiegelschen Hof" in Germete gegen eine jährliche Memoria. Abgabenpflichtiger Besitzer des Hofes war damals Tyle Vysscher (Tile Fischer). 1644 wurden die Abgaben an das Kloster nochmals bestätigt und als Zehenden bezeichnet.
1685 befand sich der Hof in Besitz der Familie Blome. 1753 heiratet die Hoferbin Gertrud Blome den Landwirt Johannes Christian Kleffmann. Ihr Enkel und Hoferbe Johannes Kleffmann nahm an Napoleons Russlandfeldzug 1812 teil und kehrte nicht zurück. Er soll im November 1812 in der Schlacht an der Beresina gefallen sein.
Seine Schwester Anna Maria Kleffmann heiratete daraufhin 1814 den Landwirt Johannes Heinrich Nolte aus Dössel, der auch den Hof übernahm. 1847 heiratete deren Sohn und Hoferbe Anton Nolte d.Ä. die ebenfalls aus Germete stammende Gutsbesitzertochter Sophia Maria Berndes, vergrößerte dadurch den Grundbesitz auf ca. 1000 Morgen und bezeichnete sich fortan auch selbst als Gutsbesitzer. In den Folgejahren ließ das Paar das alte Bauernhaus abbrechen und ersetzte es 1854 durch das noch bestehende große Fachwerkhaus. Ihr Sohn Theodor Nolte gab nach dem frühen Tode seiner Frau 1895 die Landwirtschaft schrittweise auf und verpachtete die Ländereien. Ab 1903 unterstützte er in Wiederaufnahme der mittelalterlichen Tradition den Neubau des Warburger Dominikanerklosters durch Lieferung von Kalkbruchsteinen aus seinem Steinbruch. Sein Sohn Anton Nolte d.J. wurde HNO-Facharzt in Warburg, seine Tochter Sophie heiratete später den am Gymnasium Marianum lehrenden Studienrat Josef Nostitz. Am 13. Oktober 1933 teilte Theodor Nolte unter bewusster Missachtung des zwei Wochen zuvor erlassenen Reichserbhofgesetzes den Hof und übertrug seiner Enkelin Maria Nostitz das Gebäude mit Garten und einigen Feldern und seinem Sohn Anton den überwiegenden Teil der Ländereien. Nach dem Tod ihrer Mutter 1962 verkaufte Maria Nostitz ihren Anteil, emigrierte nach England und kaufte sich ein Haus in Exeter, Devon.
Der spätere Meißener Bischof Petrus Legge und seine Brüder Theodor und Stephan, Söhne von Theodor Noltes in Brakel verheirateten Schwester Maria, lebten nach 1900 einige Jahre auf dem Spiegelhof, um von dort aus das Gymnasium Marianum zu besuchen.

## Gebäude
Das zweigeschossige, langgestreckte Fachwerkhaus gehört mit über 30 m Länge immer noch zu den größten Häusern des Dorfes. Es steht noch in der Tradition des Einheitshauses, bei der Wohnen und Wirtschaften unter einem Dach zusammengefasst werden. Im Gegensatz zum traditionellen niederdeutschen Hallenhaus sind jedoch unter mitteldeutschem Einfluss Wohn- und Wirtschaftsbereich klar getrennt: Der Wirtschaftsteil beinhaltet zwei hohe, befahrbare Deelen, deren Tore zum Hof führen. Durch sie werden die Stallungen, Nebenräume und die Speicherflächen unter dem großen Mansarddach von innen erschlossen. Der Wohnteil hat einen eigenen Hauseingang im klassizistischen Stil und ist mit einem Hausgarten zum Dorfrand mit freiem Blick in die Landschaft orientiert. Es handelt sich um den seltenen Bautyp eines "Doppelquerdeelenhauses". Über dem mittleren Hoftor befindet sich die Balkeninschrift:

„IHS ANTON.NOLTE und SOPHIA.BERNDES.EHELEUTE ERBAUTEN.MIT.GOTT.DIESES.HAUS den 24ten JUNY 1854“